# Baumfeld (Hitzhofen)
Baumfeld ist ein Ortsteil der Gemeinde Hitzhofen im oberbayerischen Landkreis Eichstätt.

## Lage
Die Einöde liegt auf der Hochfläche der südlichen Frankenalb nördlich des Gemeindesitzes Hitzhofen. Er ist von Hitzhofen aus über den Baumfelder Weg und den Kapellenweg zu erreichen.

## Namensdeutung
Der Ortsname dürfte auf die Ansiedelung der Sippe eines Pabo zurückzuführen sein.

## Geschichte
Der Ort ist sehr wahrscheinlich eine Gründung der Kirche von Eichstätt. Mit Urkunde vom 23. Juli 1297 übergab der Eichstätter Bischof Reinboto von Meilenhart an Heinrich, Bauer im damals schon bestehenden „Pabenvelt“, dem heutigen Baumfeld, 30 Tagewerk Neubruchfeld als Erblehen. 1305 ist in der Auseinandersetzung um das Hirschberger Erbe von „Babenvelde“ die Rede. 1344 ist erstmals ein Zuzügler namens „Pabenfelder“ in der Bischofsstadt Eichstätt nachweisbar – vielleicht ein Handwerker, der in der Stadt bessere Chancen für sein Handwerk und damit für sein Auskommen sah. Im gleichen Jahr verkaufte das Eichstätter Spital seinen Besitz in „Paebenfeldt“.
Gegen Ende des Alten Reiches, 1799, unterstand der Einödhof hoch- und niedergerichtlich dem Landvogteiamt Eichstätt. Er zinste an das dortige Hofkastenamt.
Im Zuge der Säkularisation von 1802/03 kam Baumfeld mit dem Landvogtamt Eichstätt an den Großherzog Erzherzog Ferdinand III. von Salzburg-Toskana und 1806 an das Königreich Bayern, wo Baumfeld mit Oberzell, der Einöde Mühltal und dem Kirchdorf Hitzhofen den Steuerdistrikt Hitzhofen bildete. Mit dem zweiten Gemeindeedikt von 1818 wurde aus diesem Steuerdistrikt eine Ruralgemeinde (ab 1835: Landgemeinde) im Landgericht und Rentamt Ingolstadt. Ab 1819 unterstand Baumfeld mit Hitzhofen dem Leuchtenbergischen Stadt- und Herrschaftsgericht Eichstätt. 1830 lebten in dem Einödhof sieben Personen. 1862 wurde Baumfeld mit Hitzhofen vom Landgericht Eichstätt abgetrennt und dem Landgericht Kipfenberg zugeteilt. Um diese Zeit wohnten in den damals vier Gebäuden des Hofes acht Personen.
1950 zählte man in Baumfeld aufgrund der Flüchtlinge und Vertriebenen 21, 1961 fünf Einwohner.
Im Zuge der Gebietsreform von 1972 wurde Baumfeld ein Ortsteil von Hitzhofen im Landkreis Eichstätt, der vom Regierungsbezirk Mittelfranken in den Regierungsbezirk Oberbayern wechselte.